# كأس الأمير 2000–01
أقيمت بطولة كأس الأمير التاسعة والثلاثين في موسم 2000/2001، وشارك في هذه البطولة جميع الفرق.

## الفرق المشاركة
- نادي الفحيحيل
- نادي اليرموك
- نادي القادسية الكويتي
- نادي التضامن الكويتي
- نادي الجهراء
- نادي الشباب الكويتي
- نادي خيطان
- نادي الصليبيخات
- نادي الساحل الكويتي
- نادي الكويت
- نادي كاظمة
- نادي النصر الكويتي
- نادي العربي الكويتي
- نادي السالمية

## الدور التمهيدي
- نادي الفحيحيل × نادي اليرموك (3:4) ضربات جزاء ترجيحية.
- نادي القادسية الكويتي × نادي التضامن الكويتي (0:1)
- نادي الجهراء × نادي الشباب الكويتي (0:2)
- نادي خيطان × نادي الصليبيخات (1:2)
- نادي الساحل الكويتي × نادي الكويت (5:6) ضربات جزاء ترجيحية.
- نادي كاظمة × نادي النصر الكويتي (0:1)

## الدور الربع نهائي
- نادي كاظمة × نادي الجهراء (0:1)
- نادي القادسية الكويتي × نادي العربي الكويتي (4:5) ضربات جزاء ترجيحية.
- نادي السالمية × نادي خيطان (0:1)
- نادي الفحيحيل × نادي الساحل الكويتي (1:0)

## الدور النصف نهائي
- نادي كاظمة × نادي القادسية الكويتي (0:1)
- نادي السالمية × نادي الساحل الكويتي (1:3)

## مباراة تحديد المركزين الثالث والرابع
- نادي القادسية الكويتي × نادي الساحل الكويتي (1:3)

## النهائي
- نادي السالمية × نادي كاظمة (1:2)

سجل هدفي السالمية :
- جاسم الهويدي
- بشار عبد الله

سجل هدف كاظمة :
- ناصر العمران

## هداف البطولة
- بدر الشمري (القادسية) وعلي بوسويهي (القادسية) وجاسم الهويدي (السالمية) هدفين.